# 黑脸八色鸫
黑脸八色鸫（学名：Pitta anerythra），是八色鸫科八色鸫属的一种，分布于所罗门群岛和巴布亚新几内亚。全球活动范围约为13,200平方千米。该物种的保护状况被评为易危。
黑脸八色鸫的平均体重约为86.0克。栖息地包括亚热带或热带的湿润低地林、乡村花园和亚热带或热带的（低地）湿润疏灌丛。